# Gynocardia odorata
Gynocardia odorata är en tvåhjärtbladig växtart som beskrevs av Robert Brown. Gynocardia odorata ingår i släktet Gynocardia och familjen Achariaceae. Inga underarter finns listade i Catalogue of Life.

## Bildgalleri

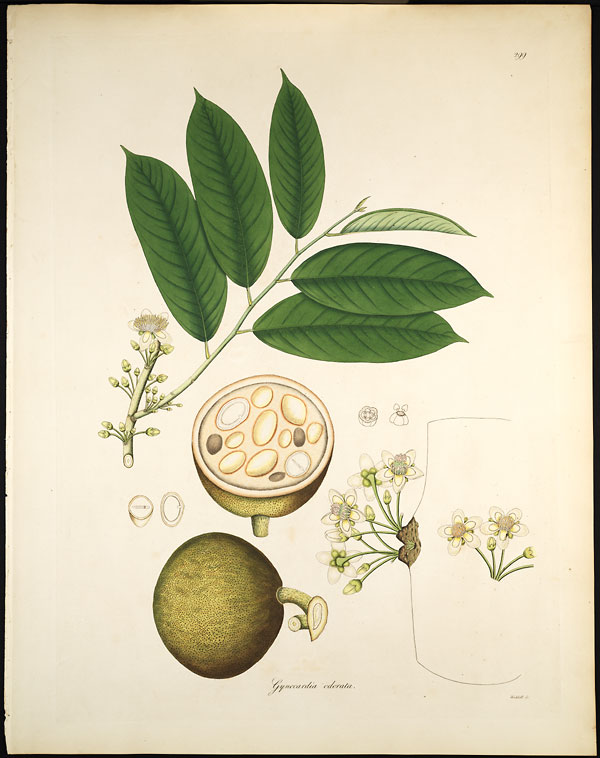